# François-Auguste Biard

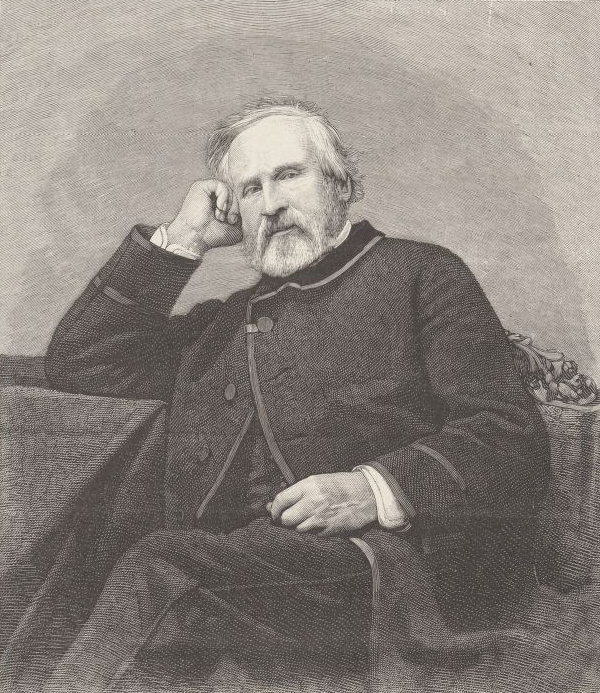
François-Auguste Biard

François-Auguste Biard (Lione, 29 giugno 1799 – Samois-sur-Seine, 20 giugno 1882) è stato un pittore e viaggiatore francese.

## Biografia

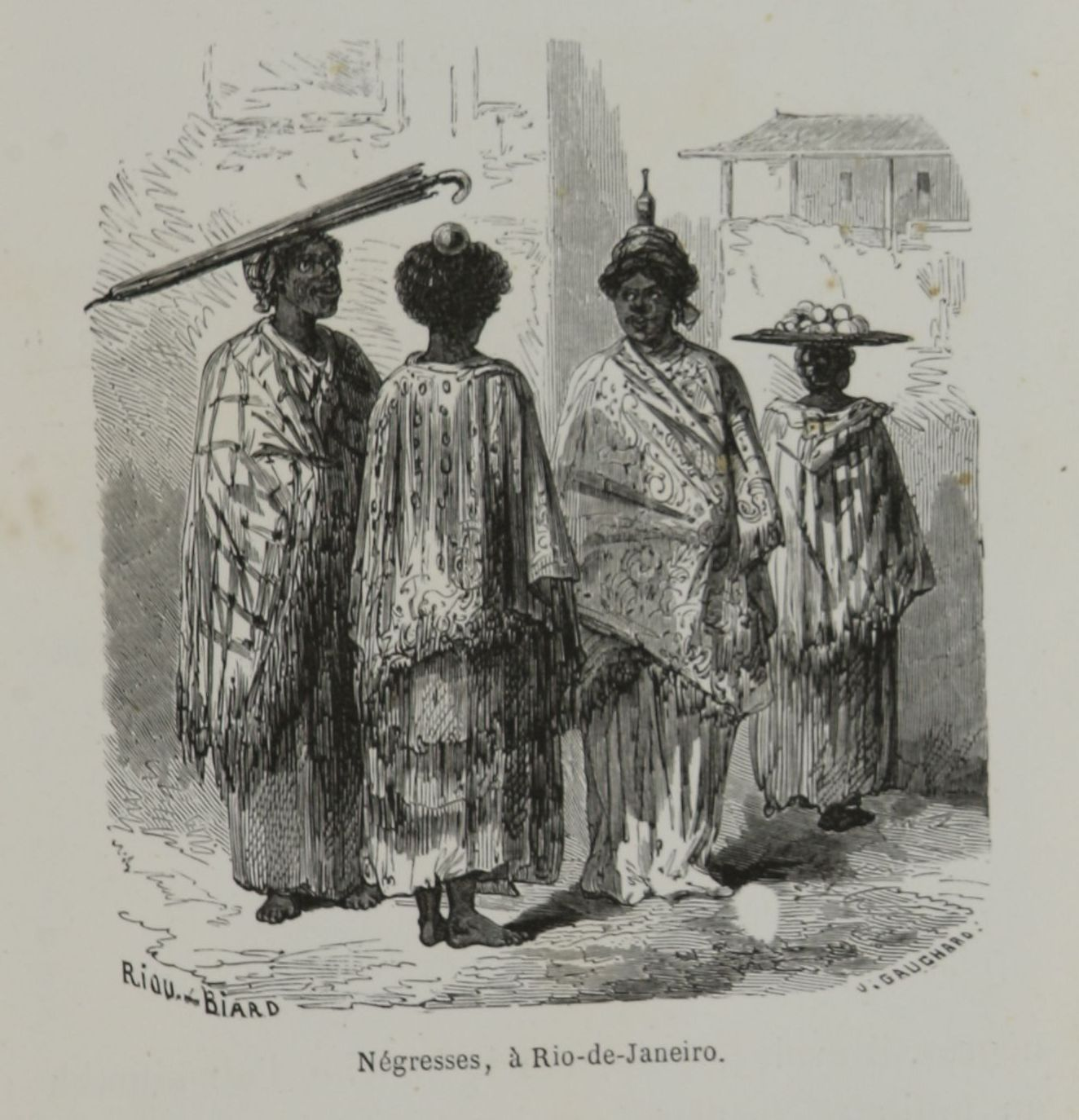
Negre a Rio de Janeiro, incisione, 1862

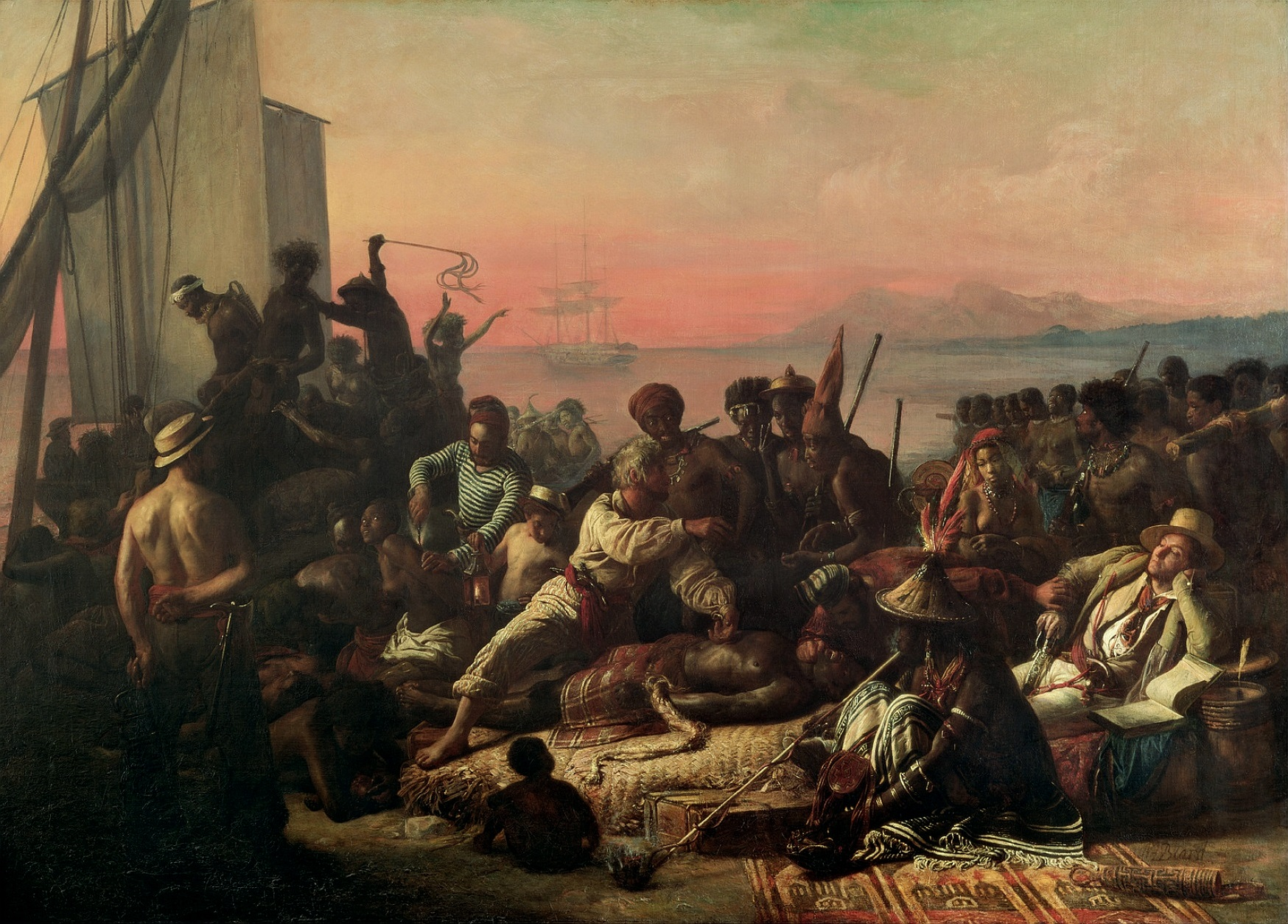
Auguste-Francois Biard, Tratta degli schiavi, 1833, Wilberforce House Museum, (Hull)

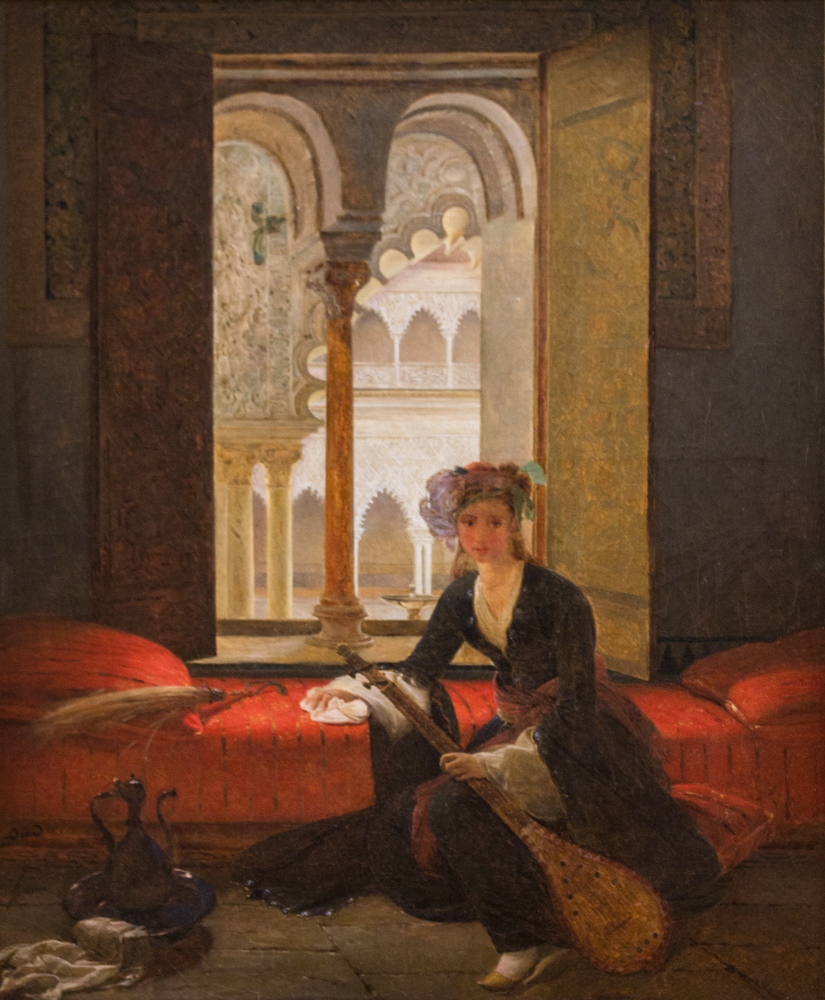
François-Auguste Biard, Sultana in interno, Museo di Sainte-Croix (Poitiers)

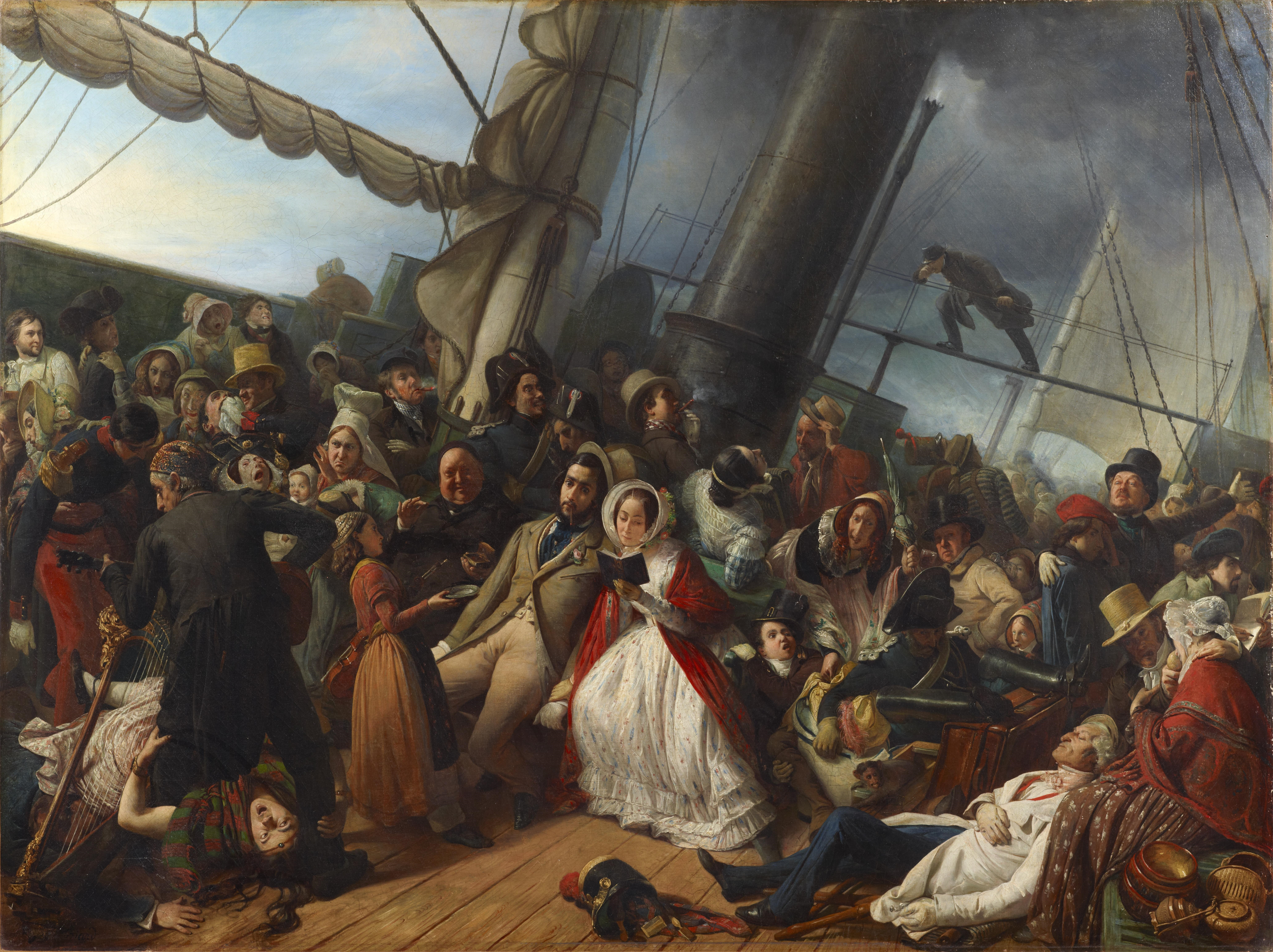
François-Auguste Biard, Mal di mare su una corvetta inglese, 1857, Dallas Museum of Art

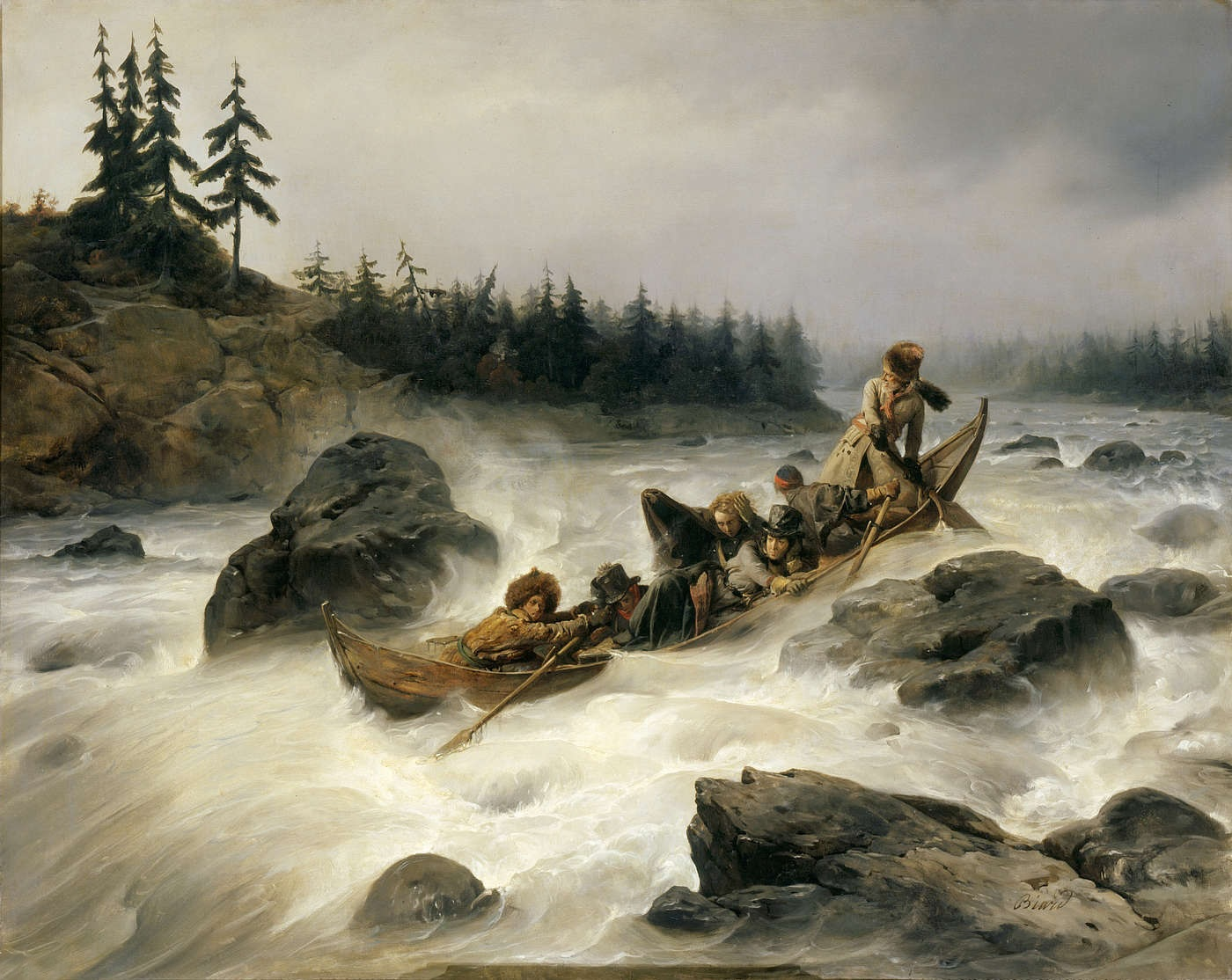
François-Auguste Biard, Il Duca d'Orléans discende le grandi rapide Eijanpaikka del fiume Muonio, 1840, Reggia di Versailles

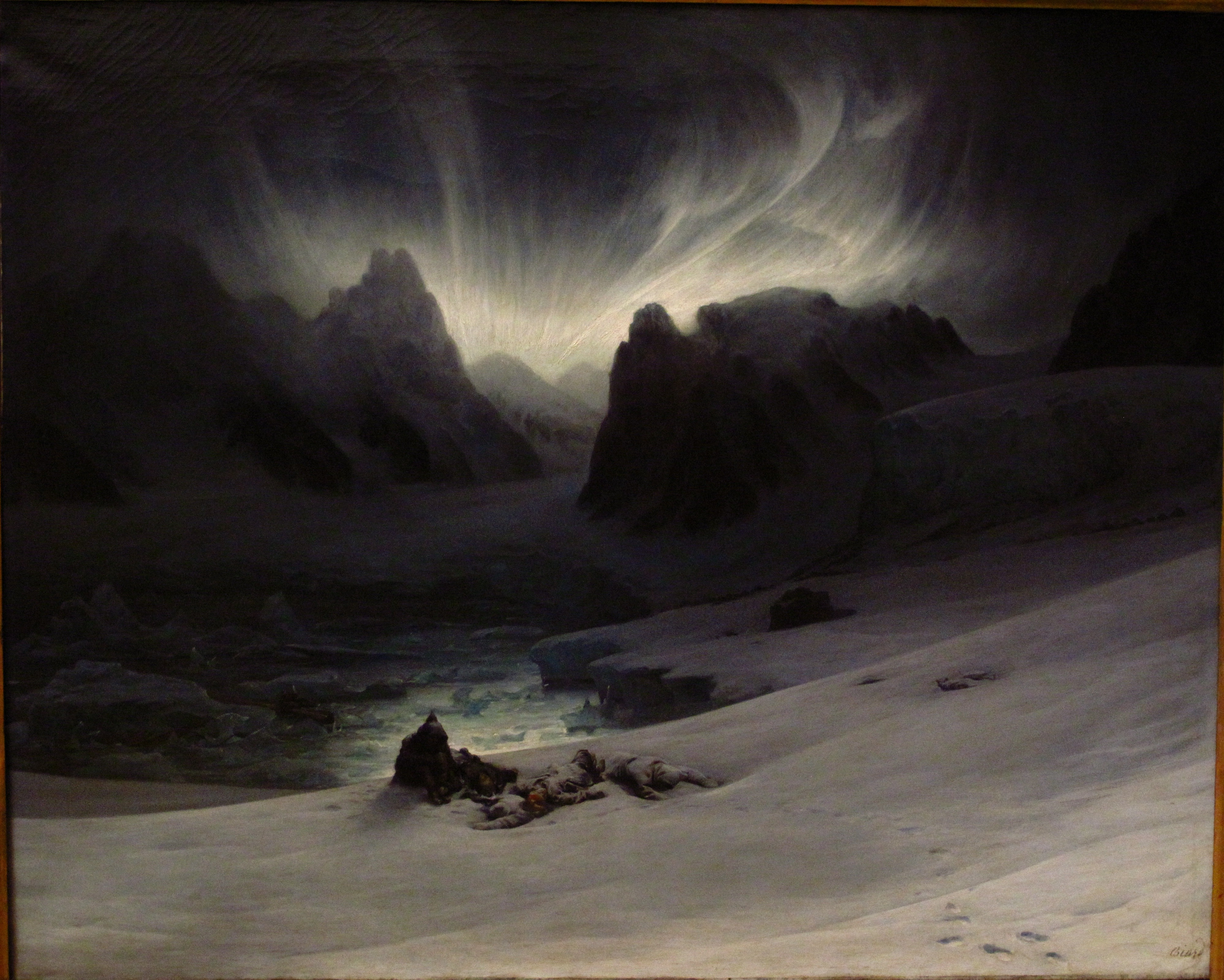
Auguste-François Biard, Magdalenefjorden dalla penisola dei Tombeaux, a nord dello Spitzbergen. Effetto Aurora Boreale, 1840, Louvre

Dai suoi genitori François-Auguste Biard era stato destinato allo stato ecclesiastico, ma divenne pittore. Realizzò i suoi primo disegni in una fabbrica di carte di Lione. S'iscrisse all'École nationale des beaux arts de Lyon, formandosi sotto la guida di Pierre Révoil fino al 1818, poi ebbe come maestro Fleury François Richard.
Intraprese viaggi di studio in Italia e in Grecia, spingendosi fino al Levante. Al Salon de Lyon del 1818 espose il dipinto di genere Bambini perduti nella foresta: questa immagine fu incisa su lastra e divenne popolare.
Nel 1824 era uno dei quattro allievi di Pierre Révoil cui fu chiesto un dipinto a soggetto religioso: egli presentò San Potino porta in Gallia l'immagine della Madonna. Nel 1824 espose anche al Salon de Paris.

### Viaggi e il matrimonio
Nel 1827 visitò Malta, la Siria e l'Egitto e nel 1839, fu aggregato come disegnatore all'esplorazione scientifica del naturalista Joseph Paul Gaimard, allo Spitzbergen e in Lapponia. Gli era accanto la fidanzata, Léonie d'Aunet, che nel 1854, pubblicherà un resoconto, dal titolo Voyage d'une femme au Spitzberg. Da questa esperienza François-Auguste Biard ricavò quattro pannelli, per il Museo nazionale di storia naturale di Francia, a Parigi.
Sposò Léonie il 23 luglio 1840, a Parigi. Léonie divenne poi l'amante di Victor Hugo. Il 5 luglio 1845 i due amanti furono sorpresi in flagrante reato. Hugo invocò l'inviolabilità, come membro del Parlamento francese, mentre Léonie fu arrestata e imprigionata. La separazione fra i coniugi fu stabilita nel 1855.

### Dipinti con soggetti storici, religiosi e di attualità
François-Auguste Biard dipinse anche tele con soggetto biblico, come la Santa Maria Maddalena (Salon del 1827), con soggetti letterari, come Gulliver nell'isola dei Giganti (Salon del 1852), con soggetti storici come Henry Hudson abbandonato dal suo equipaggio nel 1610 (Salon del 1852).
Intorno al 1858 si recò a Rio de Janeiro, lavorò per l'imperatore Pietro II del Brasile e fu al seguito di una spedizione in Amazzonia. Nel corso del viaggio di ritorno in patria, si fermò in America del Nord. La sua tela Viaggio in ferrovia in America del Nord fu esposta al Salon del 1861. Col titolo Deux années au Brésil, libro illustrato con 180 incisioni, pubblicò una relazione sul suo soggiorno in Brasile.
Un suo ritratto, dipinto da Jean-Baptiste Camille Corot nel 1830, si trova al Musée d'art et d'histoire di Ginevra.

### Lo stile
Conosciuto soprattutto per i paesaggi esotici, le sue tele, dipinte con una tavolozza di colori densi e brillanti, sono ricche di particolari. A volte egli ama indugiare su aspetti ironici e umoristici, come nel quadro Mal di mare su una corvetta inglese (1857), un gusto mediato dalla scuola olandese e inglese. Dipinse anche paesaggi estremi, come le aurore boreali. Ha realizzato scene orientali storiche, come Il principe di Joinville visita il Libano e Villaggio d'Heden, 1846, presentati al Salon di Versailles. Gli studi etnografici dal vivo gli consentivano rappresentazioni realistiche, tanto che la sua arte può essere associata alla corrente del naturalismo. S'interessò anche al problema dello schiavismo e nel 1833 dipinse Tratta dei negri, un quadro che destò scalpore. 
Artista dai molteplici interessi, ha dipinto paesaggi, scene religiose, soggetti storici e militari, scene quotidiane e di genere. Era benvoluto alla corte del re Luigi Filippo di Francia.

### Musei che conservano sue opere
Posseggono opere di François-Auguste Biard: Museo nazionale delle belle arti (Brasile), Castello di Versailles, Castello di Compiègne, Museo Sainte-Croix, (Poitiers), Musée du Nouveau Monde, (La Rochelle), Louvre, Castello di Dieppe, Museo di belle arti (Nîmes), Musée des beaux-arts de Rouen, Museo Antoine-Lécuyer, Castello di Fontainebleau, Museo di belle arti (Tromsø) (Norvegia).

### Esposizioni in vita
- 1833, Douai: Des sorcières modernes, Un curé et sa servante dévalisés dans le défilé de la Sierra Morena, Un concert de fellahs égyptiens aux environs d'Alexandrie
- 1833, Arras: Des sorcières modernes, Un curé et sa servante dévalisés dans le défilé de la Sierra Morena, Un concert de fellahs égyptiens aux environs d'Alexandrie
- 1835, Douai: L’hôpital des folles à Lyon
- 1835, Valenciennes: Intérieur de l'hôpital des folles à Lyon
- 1837 Douai: Les suites d'un naufrage
- 1838, Cambrai: Les sorcières modernes
- 1838, Arras: La traite des nègres, Le divertissement troublé, Bords du Rhin, Distribution de prix dans une école allemande
- 1838, Valenciennes: Le triomphe de l'embonpoint, Scène de douane à la frontière, La suite d'un naufrage
- 1841, Boulogne-sur-Mer: Le baptême sous la ligne, Les demoiselles à marier

### Onorificenze e medaglie
- Medaglia d'oro nel 1827 per Diseuse de bonne aventure